# Gordon Delamont
Gordon Arthur Delamont (* 27. Oktober 1918 in Moose Jaw; † 16. Januar 1981 in Toronto) war ein kanadischer Trompeter, Komponist und Musikpädagoge.
Delamont hatte Unterricht bei seinem Vater, dem Trompeter Arthur Delamont. Ab 1939 war er in Toronto Lead-Trompeter in verschiedenen Tanz- und Rundfunkorchestern. Von 1945 bis 1949 trat er mit einem eigenen Tanzorchester auf. Im Sommer 1949 nahm er Kurse in Komposition, Arrangement und Musikpädagogik bei Maury Deutsch in New York, danach eröffnete er ein eignes in Toronto und unterrichtete privat Harmonielehre, Kontrapunkt, Komposition und Musiktheorie. Zu seinen Schülern zählten im Laufe von dreißig Jahren u. a. Peter Appleyard, Saul Chapman, Gustav Ciamaga, Ron Collier, Jimmy Dale, John Dobson, David Elliott, Jack Feyer, Doug Foskett, Bill Goddard, Hagood Hardy, Herbie Helbig, Paul Hoffert, Lawrence House, Don Johnson, Eddie Karam, Moe Koffman, Rob McConnell, Ben McPeek, Marek Norman, Lloyd Orchard, Bernie Piltch, Mort Ross, Fred Stone, John Swan, Norman Symonds und Rick Wilkins. 
Von 1953 bis 1962 leitete Delamont eine Probenband, mit der er Kompositionen seiner Schüler aufführte, außerdem leitete er in den 1960er Jahren ein Jazzoktett, mit dem er u. a. bei den Ten Centuries Concerts auftrat. Als Komponist war er einer der führenden Vertreter der Third Stream in Kanada. Seine Lehrbücher werden international im Unterricht an Musikschulen und Universitäten verwendet.

## Werke
- Allegro and Blues für Jazzorchester, 1962
- Portrait of Charles Mingus für Jazzoktett, 1963
- Ontario Suite für Sopran und Orchester, 1965
- Centum für Band, 1966
- Collage No. 3, 1967
- Song and Dance, 1967
- Three Entertainments for Saxophone Quartet, 1969
- Moderato and Blues for Brass Quintet, 1973
- Conversation for Flugelhorn and Alto Saxophone, 1977

## Schriften
- Jazz composition: a minority report, 1963
- Modern Arranging Techniques, 1965
- Modern Harmonic Techniques, zwei Bände, 1965
- Modern Contrapuntal Techniques, 1969
- Modern Twelve-Tone Techniques, 1973
- Modern Melodic Techniques, 1976